# Grevillea wiradjuri
Grevillea wiradjuri là một loài thực vật có hoa trong họ Quắn hoa. Loài này được Makinson mô tả khoa học đầu tiên năm 2000.